# NGC 1211
NGC 1211 è una galassia lenticolare situata nella costellazione della Balena, a una distanza di circa 145 milioni di anni luce dalla nostra Via Lattea.

## Scoperta
La galassia è stata scoperta il 31 ottobre 1867 dall'astronomo statunitense Truman H. Safford.

## Descrizione
NGC 1211 presenta una larga riga a 21 cm dell'idrogeno neutro.
Nelle immagini di NGC 1211 si nota la presenza di tre anelli, due che contornano la galassia e uno interno che circonda il nucleo, come evidenziato nella classificazione(R) e (r) utilizzata per descrivere la tipologia a cui appartiene la galassia.
NGC 1211 è stata utilizzata da Gérard de Vaucouleurs come esempio del tipo morfologico (R1R2')SB(rl)0/a nel suo atlante delle galassie.